# Phtiriase
 Mise en garde médicale
La phtiriase (ou phthiriase) est une maladie infectieuse de la peau due au pou du pubis ou morpion (Phtirius inguinalis). On l'appelle aussi pédiculose inguinale. C'est une parasitose gênante mais peu grave.

## Transmission
L'infection est très contagieuse. Dans la plupart des cas, la transmission se fait par voie directe, lors d'un contact sexuel notamment. Elle est par ce fait considérée comme une infection sexuellement transmissible.
Plus rarement, la transmission se fait par voie indirecte. La piscine, le sauna, l'essayage de vêtements, sont les exemples les plus courants de transmission indirecte.
Cette infection touche principalement des sujets entre 15 et 35 ans.

## Physiopathologie
Les poux, pour se nourrir, piquent et provoquent l'apparition d'une papule rosée, prurigineuse, entrainant des lésions de grattage pouvant se surinfecter.

## Symptômes et diagnostic
Les parasites prolifèrent généralement dans les poils de la région pubienne ou périnéale, mais aussi, plus rarement, dans les autres poils corporels (aisselles, barbe, sourcils et cils), à l'exception du cuir chevelu.
- prurit pubien permanent, d'intensité variable, associé à des lésions de grattage parfois surinfectées (impétigo, adénopathies satellites).
- taches bleu ardoisé, là où les poux se sont nourris.
- excoriations et adénopathies inguinales possibles en cas de surinfection.
- chez l'enfant, blépharite rebelle, croûteuse et douloureuse possible.

Les poux et les lentes de la phtiriase, grisâtres, peuvent être visualisés à l'aide d'une loupe à la base des poils principalement.

## Traitement
Le traitement peut être plus difficile que celui de la pédiculose du cuir chevelu, étant donné la possibilité d’une infestation au-delà de la zone pubienne, non ressentie par le patient. 
Les insecticides et les protocoles d’application utilisés pour les poux de tête constituent la base du traitement insecticide des poux du pubis.
Il est obligatoire de laver le linge de bain, les draps et tout tissu susceptible d'avoir été en contact avec la zone infestée. Pour éviter la persistance des lentes, le linge et en particulier les sous-vêtements doivent être lavés à un minimum de 60 °C. L'utilisation de spray textile anti-parasitaire est un moyen complémentaire de désinfestation.
Il est également important de traiter les éventuels partenaires sexuels.

## Divers
Les auteurs anciens, notamment Plutarque dans sa vie de Sylla, traçaient un tableau effrayant de la phtiriase, souvent considérée comme un châtiment des tyrans.